# Copa Panamericana de Voleibol Masculino de 2011
La VI Copa Panamericana de Voleibol Masculino se celebró del 13 de junio al 18 de junio de 2011 en Quebec, Canadá. El torneo contó con la participación de 6 selecciones nacionales de la NORCECA y 3 de la Confederación Sudamericana de Voleibol.
A diferencia de otras ediciones este campeonato clasificó al mejor posicionado de la CSV y de la NORCECA que no haya jugado la Liga Mundial de Voleibol del 2011 al repechaje para acceder a la Liga Mundial de Voleibol 2012.

## Grupos
| Grupo A   | Grupo B              | Grupo C        |
| --------- | -------------------- | -------------- |
| Brasil    | República Dominicana | Argentina      |
| México    | Canadá               | Estados Unidos |
| Venezuela | Puerto Rico          | Panamá         |
|           |                      | Bahamas        |

## Primera ronda
– Clasificados a las semifinales. 
     – Clasificados a los cuartos de final.
     – Pasan a disputar la clasificación del 5.º al 8.º lugar.

### Grupo A
| Pos | Equipo    | PJ | PG | PP | SF | SC | DS | PTS |
| --- | --------- | -- | -- | -- | -- | -- | -- | --- |
| 1   | Brasil    | 2  | 2  | 0  | 6  | 0  | +6 | 6   |
| 2   | México    | 2  | 1  | 1  | 3  | 5  | -2 | 2   |
| 3   | Venezuela | 2  | 0  | 2  | 2  | 6  | -4 | 1   |

#### Resultados
| Fecha    | Encuentro          | Resultado | Set   | Set   | Set   | Set   | Set   | Puntuación total | Tiempo |
| Fecha    | Encuentro          | Resultado | 1     | 2     | 3     | 4     | 5     | Puntuación total | Tiempo |
| -------- | ------------------ | --------- | ----- | ----- | ----- | ----- | ----- | ---------------- | ------ |
| 13-06-11 | Brasil - México    | 3 - 0     | 25:22 | 25:20 | 25:15 |       |       | 75 - 57          |        |
| 14-06-11 | México - Venezuela | 3 - 2     | 25:16 | 23:25 | 23:25 | 25:16 | 15:13 | 111 - 94         |        |
| 15-06-11 | Brasil - Venezuela | 3 - 0     | 25:23 | 25:14 | 25:11 | :     |       | 75 - 48          |        |

### Grupo B
| Pos | Equipo               | PJ | PG | PP | SF | SC | DS | PTS |
| --- | -------------------- | -- | -- | -- | -- | -- | -- | --- |
| 1   | Canadá               | 2  | 2  | 0  | 6  | 0  | +6 | 6   |
| 2   | Puerto Rico          | 2  | 1  | 1  | 3  | 4  | -1 | 3   |
| 3   | República Dominicana | 2  | 0  | 2  | 1  | 6  | -5 | 0   |

#### Resultados
| Fecha    | Encuentro                          | Resultado | Set   | Set   | Set   | Set   | Set | Puntuación total | Tiempo |
| Fecha    | Encuentro                          | Resultado | 1     | 2     | 3     | 4     | 5   | Puntuación total | Tiempo |
| -------- | ---------------------------------- | --------- | ----- | ----- | ----- | ----- | --- | ---------------- | ------ |
| 13-06-11 | Canadá - Puerto Rico               | 3 - 0     | 25:17 | 25:17 | 25:17 |       |     | 75-51            |        |
| 14-06-11 | República Dominicana - Puerto Rico | 1 - 3     | 27:25 | 23:25 | 26:28 | 17:25 |     | 93 - 103         |        |
| 15-06-11 | Canadá - República Dominicana      | 3 - 0     | 25:18 | 25:23 | 25:14 |       |     | 75 - 55          |        |

### Grupo C
| Pos | Equipo         | PJ | PG | PP | SF | SC | DS | PTS |
| --- | -------------- | -- | -- | -- | -- | -- | -- | --- |
| 1   | Estados Unidos | 3  | 3  | 0  | 9  | 0  | +6 | 9   |
| 2   | Argentina      | 3  | 2  | 1  | 6  | 3  | +3 | 6   |
| 3   | Panamá         | 3  | 1  | 2  | 3  | 7  | -4 | 3   |
| 4   | Bahamas        | 3  | 0  | 3  | 1  | 9  | -8 | 0   |

#### Resultados
| Fecha    | Encuentro                  | Resultado | Set   | Set   | Set   | Set   | Set | Puntuación total | Tiempo |
| Fecha    | Encuentro                  | Resultado | 1     | 2     | 3     | 4     | 5   | Puntuación total | Tiempo |
| -------- | -------------------------- | --------- | ----- | ----- | ----- | ----- | --- | ---------------- | ------ |
| 13-06-11 | Estados Unidos - Bahamas   | 3 - 0     | 25:14 | 25:12 | 25:12 |       |     | 75-38            |        |
| 13-06-11 | Argentina - Panamá         | 3 - 0     | 25:16 | 25:23 | 25:21 |       |     | 75 - 60          |        |
| 14-06-11 | Argentina - Bahamas        | 3 - 0     | 25:20 | 25:16 | 25:09 | :     |     | 75 - 45          |        |
| 14-06-11 | Estados Unidos - Panamá    | 3 - 0     | 25:14 | 25:14 | 25:11 |       |     | 75 - 39          |        |
| 15-06-11 | Panamá - Bahamas           | 3 - 1     | 19:25 | 25:23 | 25:22 | 25:18 |     | 94 - 88          |        |
| 15-06-11 | Estados Unidos - Argentina | 3 - 0     | 25:15 | 25:21 | 25:19 | :     |     | 75 - 55          |        |

### Definición 10.º al 5.º lugar
| Fase             | Fecha       | Encuentro                        | Resultado | Set   | Set   | Set   | Set   | Set   | Puntuación total | Tiempo |
| Fase             | Fecha       | Encuentro                        | Resultado | 1     | 2     | 3     | 4     | 5     | Puntuación total | Tiempo |
| ---------------- | ----------- | -------------------------------- | --------- | ----- | ----- | ----- | ----- | ----- | ---------------- | ------ |
| 5° al 10° puesto | 16 de junio | Panamá - Venezuela               | 0 - 3     | 20:25 | 13:25 | 15:25 |       |       | 48 - 75          |        |
| 5° al 10° puesto | 16 de julio | República Dominicana - Bahamas   | 3 - 2     | 25:20 | 25:14 | 22:25 | 23:25 | 15:12 | 110 - 96         |        |
| 9° Puesto        | 17 de junio | Bahamas - Panamá                 | 3 - 1     | 21:25 | 25:16 | 25:22 | 25:18 |       | 96 - 81          |        |
| 5° al 8° Puesto  | 17 de junio | Venezuela - Argentina            | 3 - 1     | 25:11 | 26:24 | 16:25 | 27:25 |       | 94 - 85          |        |
| 5° al 8° Puesto  | 17 de junio | México - República Dominicana    | 3 - 0     | 25:21 | 25:22 | 25:23 |       |       | 75 - 66          |        |
| 7° Puesto        | 18 de junio | Argentina - República Dominicana | 3 - 1     | 25:21 | 25:21 | 22:25 | 25:15 |       | 97 - 82          |        |
| 5° Puesto        | 18 de junio | México - Venezuela               | 3 - 0     | 25:0  | 25:0  | 25:0  |       |       | 75 - 0           |        |

## Fase final

### Final 1.º al 4.º puesto
|  | Cuartos de final      | Cuartos de final |                        |                        | Semifinales | Semifinales |  |  | Final       | Final |
|  |                       |                  |                        |                        |             |             |  |  |             |       |
|  |                       |                  |                        |                        |             |             |  |  |             |       |
|  |                       |                  |                        |                        |             |             |  |  |             |       |
|  | Estados Unidos        |                  |                        |                        |             |             |  |  |             |       |
|  | 17 de julio           |                  |                        |                        |             |             |  |  |             |       |
|  | Clasifica 1ro en el B |                  |                        |                        |             |             |  |  |             |       |
|  | Estados Unidos        | 3                |                        |                        |             |             |  |  |             |       |
|  | Estados Unidos        | 3                | 16 de julio            |                        |             |             |  |  |             |       |
|  |                       | Puerto Rico      | 0                      |                        |             |             |  |  |             |       |
|  | Argentina             | Puerto Rico      | 0                      | 1                      |             |             |  |  |             |       |
|  | Argentina             |                  | 18 de julio            | 1                      |             |             |  |  |             |       |
|  | Puerto Rico           | 3                |                        |                        |             |             |  |  |             |       |
|  | Puerto Rico           | 3                | Estados Unidos         | 1                      |             |             |  |  |             |       |
|  |                       |                  | Estados Unidos         | 1                      |             |             |  |  |             |       |
|  |                       | Brasil           | 3                      |                        |             |             |  |  |             |       |
|  | Brasil                | Brasil           | 3                      |                        |             |             |  |  |             |       |
|  | 17 de julio           |                  |                        |                        |             |             |  |  |             |       |
|  | Clasifica 1ro en el A |                  |                        |                        |             |             |  |  |             |       |
|  | Brasil                | 3                | Tercer y cuarto puesto | Tercer y cuarto puesto |             |             |  |  |             |       |
|  | Brasil                | 3                | Tercer y cuarto puesto | Tercer y cuarto puesto | 16 de julio |             |  |  |             |       |
|  |                       | Canadá           | 0                      |                        |             |             |  |  |             |       |
|  | Canadá                | Canadá           | 0                      | 3                      | Canadá      | 3           |  |  |             |       |
|  | Canadá                |                  |                        | 3                      | Canadá      | 3           |  |  |             |       |
|  | México                | 1                |                        | Puerto Rico            | 0           |             |  |  |             |       |
|  | México                | 1                |                        |                        | 0           |             |  |  |             |       |
|  |                       |                  |                        |                        |             |             |  |  | 18 de julio |       |
|  |                       |                  |                        |                        |             |             |  |  |             |       |

#### Resultados
| Fase             | Fecha       | Encuentro                    | Resultado | Set   | Set   | Set   | Set   | Set | Puntuación total | Tiempo |
| Fase             | Fecha       | Encuentro                    | Resultado | 1     | 2     | 3     | 4     | 5   | Puntuación total | Tiempo |
| ---------------- | ----------- | ---------------------------- | --------- | ----- | ----- | ----- | ----- | --- | ---------------- | ------ |
| Cuartos de final | 16 de junio | Puerto Rico - Argentina      | 3 - 1     | 25:20 | 25:17 | 20:25 | 27:25 |     | 97-87            |        |
| Cuartos de final | 16 de junio | Canadá - México              | 3 - 1     | 22:25 | 25:21 | 25:19 | 25:18 |     | 97-83            |        |
| Semifinal        | 17 de junio | Estados Unidos - Puerto Rico | 3 - 0     | 25:18 | 25:17 | 25:14 |       |     | 75 - 49          |        |
| Semifinal        | 17 de junio | Brasil - Canadá              | 3-0       | 25:20 | 29:27 | 25:16 |       |     | 79 - 63          |        |
| Tercer lugar     | 18 de junio | Canadá - Puerto Rico         | 3-0       | 25:14 | 25:20 | 25:21 |       |     | 75 - 55          |        |
| Final            | 18 de junio | Brasil - Estados Unidos      | 3-1       | 25:23 | 25:21 | 25:17 | 28:26 |     | 93 - 91          |        |

## Campeón
| Brasil           |
| Campeón          |
| Brasil 1° título |

## Clasificación general
| Pos | Equipo               |
| --- | -------------------- |
| 1   | Brasil               |
| 2   | Estados Unidos       |
| 3   | Canadá               |
| 4   | Puerto Rico          |
| 5   | México               |
| 6   | Venezuela            |
| 7   | Argentina            |
| 8   | República Dominicana |
| 9   | Bahamas              |
| 10  | Panamá               |